# دانوب (تفریح‌گاه)
دانوب (انگلیسی: Danube Promenade) تفرجگاهی در مجارستان است. منطقه دانوب جزء میراث جهانی یونسکو در مجارستان و جاذبه‌های گردشگری در بوداپست است.

## نگارخانه

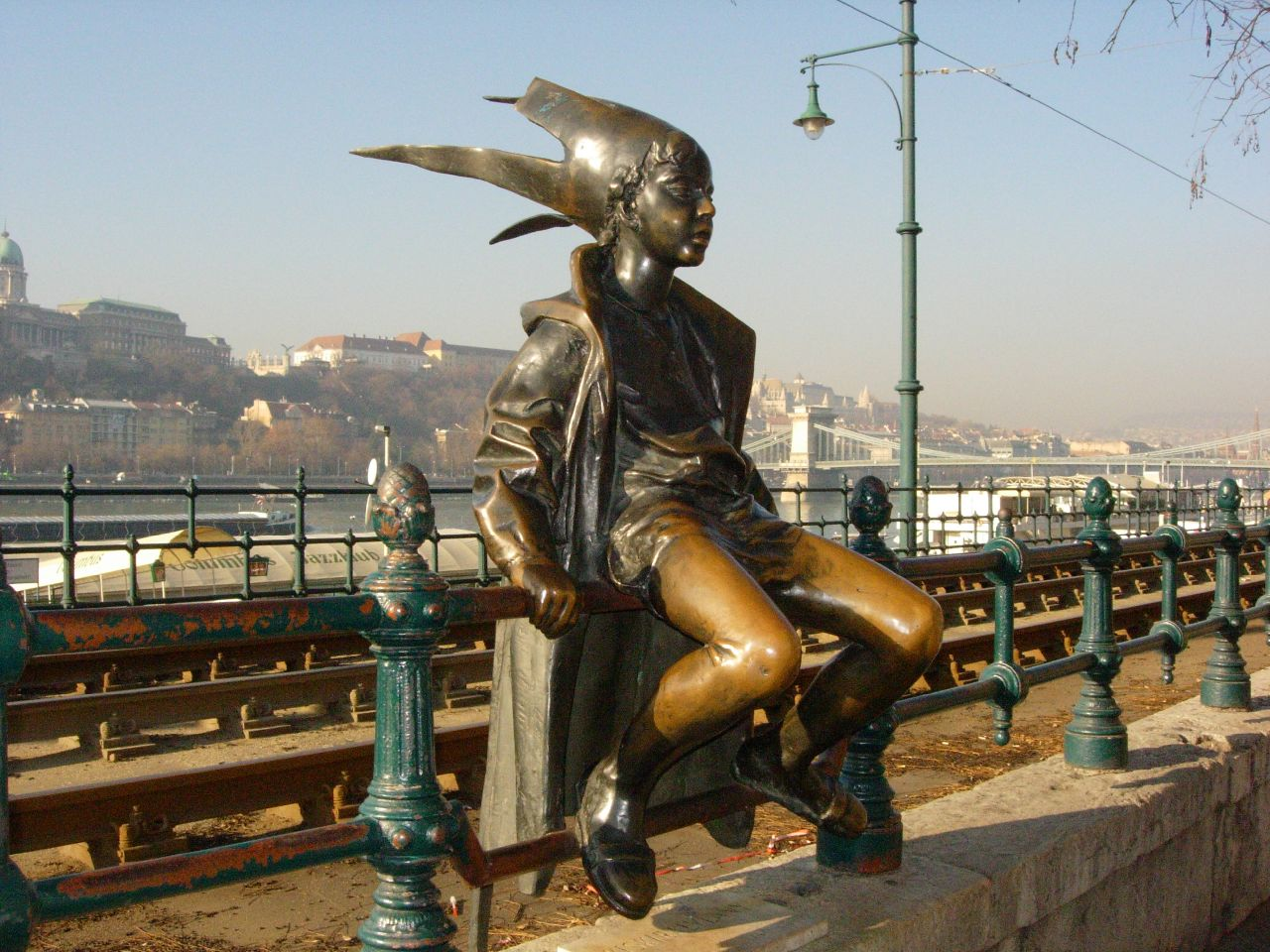
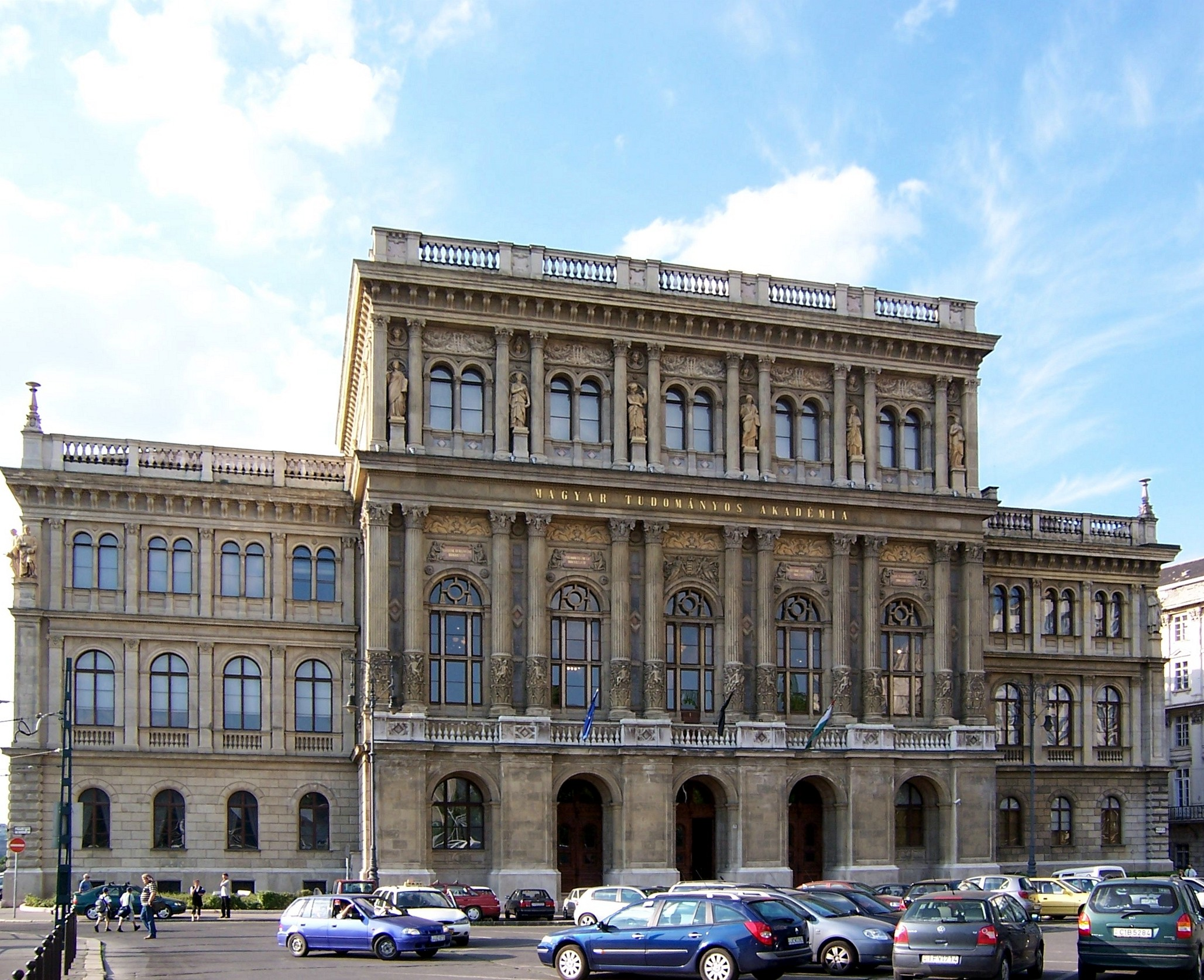